# Oribi
Oribi (lat. Ourebia ourebi) je graciozna mala antilopa vitkih nogu i dugog vrata. Živi na područjima travnjaka gotovo cijele subsaharske Afrike.

## Opis
Oribi narastu do dužine tijela 92 do 110 cm te visine u ramenima od 50-66 cm. U prosjeku teže 12-22 kg. Mogu trčati brzinom do 40-50 km/h. U zatočeništvu, mogu živjeti do 14 godina.
Leđa i gornji dio prsa žute su do narančastosmeđe boje. Brada, grlo, prsa, trbuh i stražnji dio bjelkaste su boje. Rep je kratak i gust, s gornje strane crn ili tamnosmeđ, a ispod bijel. Ima bijelu mrlju u obliku polumjeseca iznad oka, što pomaže u razlikovanju ove vrste od drugih sličnih antilopa. Nosnice su izrazito crvene boje. Imaju žlijezde, koje luče miris, kojime obilježavaju teritorij. Samo mužjaci imaju rogove.

## Raprostranjenost i stanište
Oribi žive u većini zemalja diljem Subsaharske Afrike, u rasponu od Senegala do zapadne i središnje Etiopije i južne Somalije, istočne Kenije, preko sjeverne Bocvane, Ugande i Angole te u Mozambiku, Zimbabveu i Južnoafričkoj Republici.
Oribiji obično nastanjuju otvorene travnjake ili područja s rijetkim grmljem i travom koju pasu. Mjestimice borave u visokoj travi, koja pruža zaklon od predatora. Prilično ovise o količini vode i padalinama.

## Vanjske poveznice
Ostali projekti
|  | Zajednički poslužitelj ima još gradiva o temi Oribi |
|  | Wikivrste imaju podatke o taksonu Oribi             |